# فرودگاه فریا
فرودگاه فریا (به انگلیسی: Fria Airport) یک فرودگاه همگانی با کد یاتا FIG است که یک باند فرود آسفالت دارد و طول باند آن ۱۶۰۰ متر است. این فرودگاه در کشور گینه قرار دارد .